# Hobro IK
Hobro IK, celým názvem Hobro Idræts Klub, je dánský fotbalový klub z města Hobro v Nordjyllandu (Severním Jutsku). Byl založen v roce 1913. Klubové barvy jsou žlutá a modrá.
Své domácí utkání hraje na stadionu DS Arena s kapacitou 7 500 diváků.